# 249 Dywizja Piechoty (III Rzesza)
249 Dywizja Piechoty (niem. 249. Infanterie-Division) – niemiecka dywizja z czasów II wojny światowej, sformowana w Hoek van Holland na mocy rozkazu z 22 marca 1945 roku, poza falą mobilizacyjną przez jeden z Okręgów Wojskowych.

## Struktura organizacyjna
W marcu 1945 roku dywizja składała się z następujących jednostek: 197., 623. i 709. pułk grenadierów, 249. batalion fizylierów, 249. oddział przeciwpancerny.

## Dowódca dywizji
- Oberst Plinzer 22 III 1945 – V 1945.